# Лапшин, Сергей Фёдорович
Сергей Фёдорович Лапшин (род. 1929 год) — буровой мастер Уральской нефтегазоразведочной экспедиции производственного геологического объединения «Уральскнефтегазгеология» Министерства геологии СССР, Уральская область, Казахская ССР. Герой Социалистического Труда (1990).
Был одним из инициаторов социалистического соревнования среди работников ЦК профсоюза рабочих геологоразведочных работ и Министерства геологии СССР.
Указом № 64 Президента СССР Михаила Сергеевич Горбачёва «О присвоении звания Героя Социалистического Труда тов. Лапшину С. Ф.» от 19 апреля 1990 года «за большой личный вклад в открытие и разведку Карачаганакского нефтегазоконденсатного месторождения присвоить буровому мастеру Уральской нефтегазоразведочной экспедиции производственного геологического объединения „Уральскнефтегазгеология“ Министерства геологии СССР» удостоен звания Героя Социалистического Труда с вручением ордена Ленина и золотой медали «Серп и Молот».